# Glomeridesmus orphnius
Glomeridesmus orphnius är en mångfotingart som beskrevs av Chamberlin 1923. Glomeridesmus orphnius ingår i släktet Glomeridesmus och familjen Glomeridesmidae. Inga underarter finns listade i Catalogue of Life.